# Voie de garage
 (avril 2011).

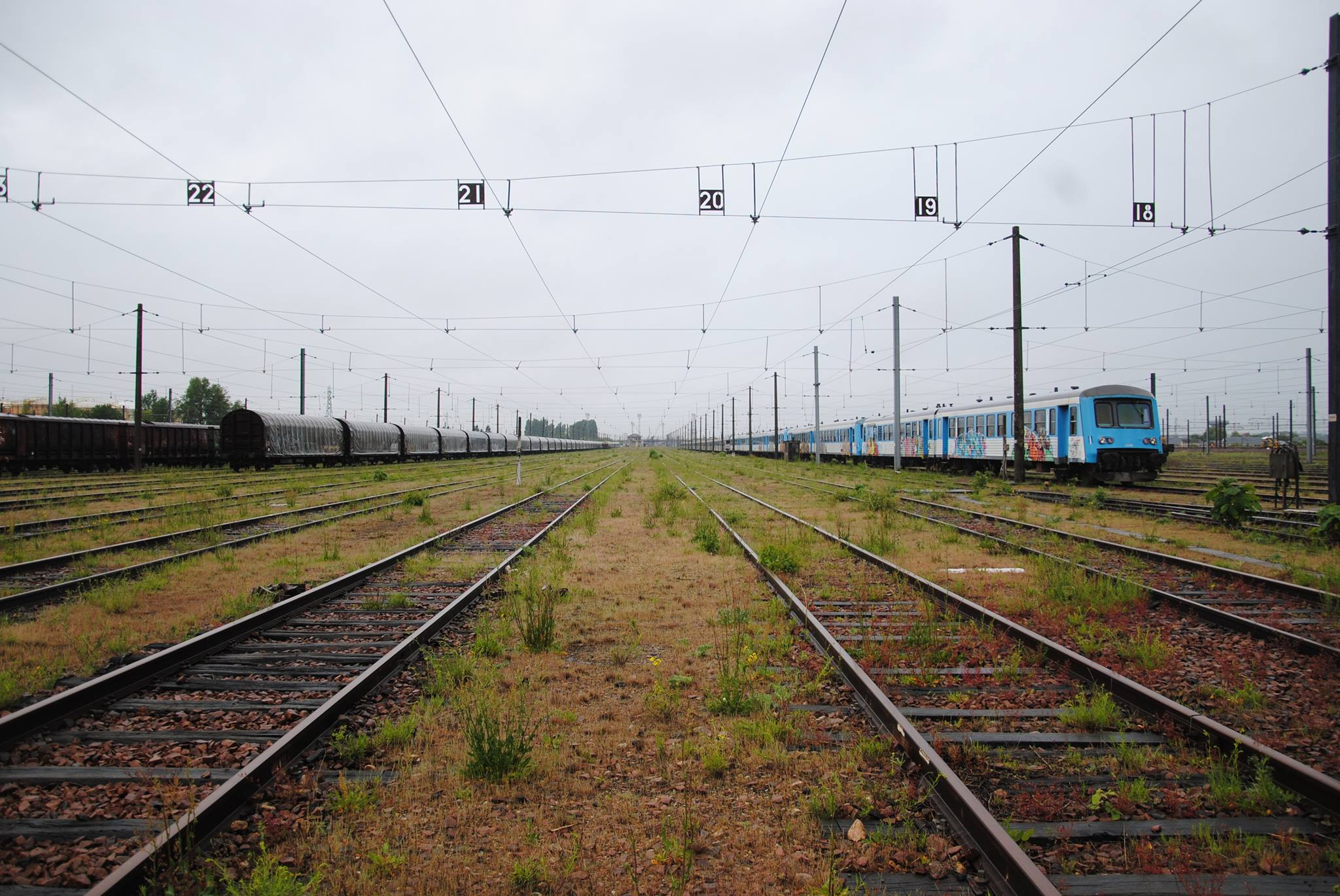
Des voies de garage à proximité du technicentre de Saint-Pierre-des-Corps (Indre-et-Loire).

En terminologie ferroviaire, une voie de garage, au sens réglementaire SNCF du terme, est une voie de service (par opposition à voie principale), dont la longueur utile est, en général, supérieure ou égale à celle des trains les plus longs, et dont la fonction est d'assurer l'« effacement » d'une circulation lente circulant devant un ou plusieurs trains plus rapides. Le garage du train lent permet au train rapide, souvent un train de voyageurs, de poursuivre sa marche sans subir de ralentissement.
Ces voies de garage, appartenant au groupe des voies de service, sont en général parallèles à la voie principale et se situent dans les gares. Elles peuvent également se rencontrer dans les faisceaux de voies de service des grandes gares.
Parmi le groupe des voies de service, on peut distinguer par exemple des voies de garage, de circulation, de stationnement, de réception, de débords ou de cours. Elles déterminent selon leurs utilisations des restrictions plus ou moins importantes pour leur accès, vitesse de circulation ou encore protection.
Une voie de service ayant la fonction de voie de garage est, le plus souvent, accessible de la voie principale, avec un aiguillage qui en permet l'accès direct à une vitesse réduite. Une signalisation appropriée informe à distance le mécanicien que son train va être dirigé sur une telle voie, lui donne la vitesse à ne pas dépasser au franchissement de l'aiguille prise en pointe et en déviation. Une fois le train rentré sur la voie, sa vitesse de circulation normalement prescrite par la réglementation est quelquefois rappelée par une signalisation sur le terrain. La sortie de cette voie de garage est, en général, commandée par un signal carré violet. 

## Réglementation française
Une voie dite de garage, est une voie de service utilisée pour le changement d'ordre de la succession de trains de même sens (pour des trains de sens inverse, on parle de croisement).
Normalement, l'accès sur les voies de service, dont la voie de garage, se fait avec la signalisation suivante :
- Une vitesse d'accès maximale de 30 km/h, obtenue par présentation au mécanicien (dorénavant, on parle de conducteur) d'une signalisation adéquate composée de :
- une indication à distance de ralentissement 30 et au niveau du panneau d'exécution, de l'indication combinée rappel de ralentissement 30 + avertissement :  complétée par un tableau  "G". Le tableau G signifiant  "Garage" mais indiquant  réglementairement au conducteur que la direction sur laquelle il se dirige est une voie de service et qu'il doit appliquer les prescriptions réglementaires correspondantes.

À la sortie de la voie de garage, un signal "carré violet"  lorsqu'il est présenté ouvert  en autorise la sortie.
Dans les installations anciennes, généralement sur les lignes à signalisation mécanique, l'accès sur la voie de garage pouvait se faire par une manœuvre de refoulement du train.
La sortie du train de la voie de garage vers la voie principale a lieu par accès direct.
Des voies anti-dérive ou impasses de sécurité, équipées de heurtoirs peuvent exister, soit côté entrée de la voie de garage, soit côté sortie, soit encore aux deux extrémités, dans les cas où il est nécessaire d'assurer une protection plus efficace de la voie principale contre les risques d'engagement du gabarit pouvant venir de cette voie de garage.